# Дивизия Сент-Илера (Первая империя)
Пехотная дивизия Сент-Илера (фр. Division d'infanterie de Saint-Hilaire) — пехотная дивизия Франции периода наполеоновских войн.

## История дивизии

### Формирование дивизии
После возобновления войны с Англией в мае 1803 года, первый консул начал формировать большую армию в Булонском лагере для вторжения на Туманный альбион. 29 августа 1803 года был сформирован лагерь в Сент-Омере под началом генерала Сульта, который являлся частью Армии Берегов Океана. В лагере было три пехотные дивизии. Командиром 1-й дивизии был назначен генерал Сент-Илер. Дивизия состояла из пяти пехотных полков:
- 10-го полка лёгкой пехоты;
- 14-го полка линейной пехоты;
- 28-го полка линейной пехоты;
- 36-го полка линейной пехоты;
- 55-го полка линейной пехоты[1].

30 сентября 1803 года 28-й полк поменялся местами с 43-м полком линейной пехоты из дивизии Вандама.

### Австрийская кампания 1805 года
29 августа 1805 года стала 1-й пехотной дивизией 4-го армейского корпуса в составе Великой Армии. 26 сентября дивизия переправилась через Рейн в Шпайере. На рассвете 8 октября выступила вдоль левого берега реки Лех в южном направлении. В задачу корпуса Сульта входило как можно быстрее отрезать путь отступления австрийцев на восток через Аугсбург на Ландсберг. Через некоторое время к дивизии прибыл адъютант Мюрата, который в этот момент сражался при Вертингене, с требованием срочно идти к нему на помощь. Следующие несколько часов дивизия металась между выполнением приказа Императора и просьбой принца. В итоге отправившись на звуки пальбы, дивизия прибыла к месту сражения, когда австрийцы были уже полностью разбиты. Появление его дивизии через несколько часов после боя было встречено без особого энтузиазма Мюратом и его кавалеристами. Принц холодно побеседовал с командующим 1-й дивизии 4-го корпуса, а несчастные пехотинцы должны были впотьмах искать место для бивака в эту холодную сырую ночь. 9 октября вступила в Аугсбург.
Дивизия принимала активное участие в кампаниях Наполеона в Баварии, Австрии, Пруссии и Польше. После смертельного ранения, полученного Сент-Илером в сражении при Эсслинге, дивизию возглавил генерал Гранжан, но дивизия по решению Императора продолжала именоваться дивизией Сент-Илера.
Расформирована Императором 5 августа 1810 года.

## Состав дивизии по датам
На декабрь 1803 года:
- командир – дивизионный генерал Луи Сент-Илер
- начальник штаба – полковник штаба Франсуа Рюффен
- командир артиллерии – командир эскадрона Рене Фонтене
- 1-я бригада (командир – бригадный генерал Гаспар Биссон)
  - 10-й полк лёгкой пехоты (командир – полковник Пьер Пузе)
  - 14-й полк линейной пехоты (командир – полковник Жак Маза)
  - 36-й полк линейной пехоты (командир – полковник Жан-Франсуа Грендорж)
- 2-я бригада (командир – бригадный генерал Шарль Моран)
  - 43-й полк линейной пехоты (командир – полковник Раймон Вивьес)
  - 55-й полк линейной пехоты (командир – полковник Франсуа Ледрю дез Эссар)
    - Всего: 10 батальонов.

На 7 ноября 1805 года:
- командир – дивизионный генерал Луи Сент-Илер
- начальник штаба – полковник штаба Луи Бино
- командир артиллерии – командир эскадрона Рене Фонтене
- командир инженерных войск – капитан Феликс Гардия
- 1-я бригада (командир – бригадный генерал Шарль Моран)
  - 10-й полк лёгкой пехоты (командир – полковник Пьер Пузе)
- 2-я бригада (командир – бригадный генерал Поль Тьебо)
  - 14-й полк линейной пехоты (командир – полковник Жак Маза)
  - 36-й полк линейной пехоты (командир – полковник Шарль Удар де Ламотт)
- 3-я бригада (командир – бригадный генерал Луи-При Варе)
  - 43-й полк линейной пехоты (командир – полковник Раймон Вивьес)
  - 55-й полк линейной пехоты (командир – полковник Франсуа Ледрю дез Эссар)
- артиллерия
  - 12-я рота 5-го полка пешей артиллерии
  - 16-я рота 5-го полка пешей артиллерии
  - 1-бис батальон обоза
  - 9-я рота 2-го батальона сапёров
    - Всего: 10 батальонов, 9357 человек[3], 8 орудий[4].

На 14 октября 1806 года:
- командир – дивизионный генерал Луи Сент-Илер
- начальник штаба – полковник штаба Пьер Лакруа
- командир артиллерии – командир эскадрона Рене Фонтене
- 1-я бригада (командир – бригадный генерал Жак Саветтье де Кандра)
  - 10-й полк лёгкой пехоты (командир – полковник Пьер Пузе)
  - 36-й полк линейной пехоты (командир – полковник Шарль Удар де Ламотт)
- 2-я бригада (командир – бригадный генерал Луи-При Варе)
  - 43-й полк линейной пехоты (командир – полковник Ив Лемаруа)
  - 55-й полк линейной пехоты (командир – полковник Жан-Батист Сильберман)
- артиллерия
  - 12-я рота 5-го полка пешей артиллерии
  - 17-я рота 5-го полка пешей артиллерии
    - Всего: 10 батальонов, 7497 человек, 12 орудий (2 12-фунтовые пушки, 8 6-фунтовых пушек, 2 6-дюймовые гаубицы)[5].

На 8 февраля 1807 года:
- командир – дивизионный генерал Луи Сент-Илер
- начальник штаба – полковник штаба Жан-Франсуа Делор де Глеон
- командир артиллерии – командир эскадрона Жан Серюзье
- 1-я бригада (командир – бригадный генерал Жак Саветтье де Кандра)
  - 10-й полк лёгкой пехоты (командир – полковник Пьер Пузе)
  - 36-й полк линейной пехоты (командир – полковник Пьер Берлье)
- 2-я бригада (командир – бригадный генерал Луи-При Варе)
  - 43-й полк линейной пехоты (командир – полковник Ив Лемаруа)
  - 55-й полк линейной пехоты (командир – полковник Жан-Батист Сильберман)
- артиллерия
  - 12-я рота 5-го полка пешей артиллерии
  - 17-я рота 5-го полка пешей артиллерии
  - 1-я рота 1-бис батальона обоза
  - 2-я рота 1-бис батальона обоза
    - Всего: 8 батальонов, 7700 человек, 12 орудий[6].

На 1 июня 1807 года:
- командир – дивизионный генерал Луи Сент-Илер
- начальник штаба – полковник штаба Жан-Пьер Байо
- командир артиллерии – командир эскадрона Жан Серюзье
- 1-я бригада (командир – бригадный генерал Жак Саветтье де Кандра)
  - 10-й полк лёгкой пехоты (командир – полковник Пьер Бертезен)
  - 22-й полк линейной пехоты (командир – полковник Клод Арман)
- 2-я бригада (командир – бригадный генерал Клод Бюже)
  - 14-й полк линейной пехоты (командир – полковник Жан Анрио)
  - 36-й полк линейной пехоты (командир – полковник Пьер Берлье)
- 3-я бригада (командир – бригадный генерал Гийом Латрий де Лорансе)
  - 43-й полк линейной пехоты (командир – полковник Жан Боссен)
  - 55-й полк линейной пехоты (командир – полковник Рене Перье)
    - Всего: 12 батальонов, 10250 человек, 10 орудий[7].

На 15 апреля 1809 года:
- командир – дивизионный генерал Луи Сент-Илер
- начальник штаба – полковник штаба Жан-Пьер Байо
- командир артиллерии – командир эскадрона Жан Серюзье
- 1-я бригада (командир – бригадный генерал Пьер Пузе)
  - 10-й полк лёгкой пехоты (командир – полковник Пьер Бертезен)
- 2-я бригада (командир – бригадный генерал Гийом Латрий де Лорансе)
  - 3-й полк линейной пехоты (командир – полковник Лоран Шобер)
  - 57-й полк линейной пехоты (командир – полковник Луи Шаррьер)
- 3-я бригада (командир – бригадный генерал Леопольд Дестабанрат)
  - 72-й полк линейной пехоты (командир – командир батальона Франсуа Марбёф)
  - 105-й полк линейной пехоты (командир – полковник Пьер Бланмон)
- артиллерия
  - 12-я рота 5-го полка пешей артиллерии
  - рота конной артиллерии
    - Всего: 15 батальонов, 7850 человек, 15 орудий (2 4-фунтовых пушки, 5 6-фунтовых пушек, 6 8-фунтовых пушек, 2 гаубицы)[8].

На 5 июля 1809 года:
- командир – дивизионный генерал Шарль Гранжан
- начальник штаба – полковник штаба Жан-Пьер Байо
- командир артиллерии – командир эскадрона Жан Серюзье
- 1-я бригада (командир – бригадный генерал Шарль Марьон)
  - 10-й полк лёгкой пехоты (командир – полковник Пьер Бертезен)
- 2-я бригада (командир – бригадный генерал Гийом Латрий де Лорансе)
  - 3-й полк линейной пехоты (командир – полковник Лоран Шобер)
  - 57-й полк линейной пехоты (командир – полковник Луи Шаррьер)
- 3-я бригада (командир – бригадный генерал Жан-Антуан Брен)
  - 72-й полк линейной пехоты (командир – полковник Мишель Лафит)
  - 105-й полк линейной пехоты (командир – полковник Пьер Бланмон)
    - Всего: 15 батальонов, 7850 человек[9].

## Организация дивизии
- штаб дивизии (état-major de la division)
- 10-й полк лёгкой пехоты (10e régiment d'infanterie légère): в составе дивизии с 29 августа 1803 года по 5 августа 1810 года[2]
- 14-й полк линейной пехоты (14e régiment d'infanterie de ligne): в составе дивизии с 29 августа 1803 года по 15 сентября 1806 года, и с 21 февраля 1807 года по 11 ноября 1807 года[10]
- 28-й полк линейной пехоты (28e régiment d'infanterie de ligne): в составе дивизии с 29 августа 1803 года по 30 сентября 1803 года
- 36-й полк линейной пехоты (36e régiment d'infanterie de ligne): в составе дивизии с 29 августа 1803 года по 1 июля 1808 года
- 55-й полк линейной пехоты (55e régiment d'infanterie de ligne): в составе дивизии с 29 августа 1803 года по 11 ноября 1807 года[10]
- 43-й полк линейной пехоты (43e régiment d'infanterie de ligne): в составе дивизии с 30 сентября 1803 года по 12 июля 1807 года
- 22-й полк линейной пехоты (22e régiment d'infanterie de ligne): в составе дивизии c 10 мая 1807 года по 31 марта 1809 года
- 3-й полк линейной пехоты (3e régiment d'infanterie de ligne): в составе дивизии с 11 ноября 1807 года[10] по 5 августа 1810 года[2]
- 72-й полк линейной пехоты (72e régiment d'infanterie de ligne): в составе дивизии с 11 ноября 1807 года[10] по 18 января 1810 года
- 57-й полк линейной пехоты (57e régiment d'infanterie de ligne): в составе дивизии с 12 октября 1808 года по 9 декабря 1809 года
- 105-й полк линейной пехоты (105e régiment d'infanterie de ligne): в составе дивизии с 31 марта 1809 года по 5 августа 1810 года[2]
- артиллерия (artillerie de la division)

## Подчинение и номер дивизии
- 1-я пехотная дивизия в лагере Сент-Омер Армии Берегов Океана (29 августа 1803 года);
- 1-я пехотная дивизия 4-го армейского корпуса Великой Армии (29 августа 1805 года);
- 4-я пехотная дивизия Рейнской армии (15 октября 1808 года);
- 4-я пехотная дивизия 3-го армейского корпуса Армии Германии (1 апреля 1809 года);
- 3-я пехотная дивизия 2-го армейского корпуса Армии Германии (24 апреля 1809 года);
- пехотная дивизия Гранжана на территории Франции (2 марта 1810 года).

## Командование дивизии

### Командиры дивизии
- дивизионный генерал Луи Сент-Илер (29 августа 1803 – 22 мая 1809)
- дивизионный генерал Шарль Гранжан (23 мая 1809 – 5 августа 1810)

### Начальники штаба дивизии
- полковник штаба Франсуа Рюффен (29 августа 1803 – 1 февраля 1805)
- полковник штаба Луи Бино (2 марта 1805 – 27 сентября 1806)
- полковник штаба Пьер Лакруа (28 сентября 1806 – 24 ноября 1806)
- полковник штаба Леопольд Дестабанрат (24 ноября 1806 – 31 января 1807)
- полковник штаба Жан-Франсуа Делор де Глеон (31 января 1807 – 4 марта 1807)
- полковник штаба Жан-Пьер Байо (4 марта 1807 – 5 августа 1810)

### Командиры бригад
- бригадный генерал Гаспар Биссон (29 августа 1803 – 1 февраля 1805)
- бригадный (с 24 декабря 1805 - дивизионный) генерал Шарль Моран (29 августа 1803 – 14 февраля 1806)
- бригадный генерал Жозеф Дольтанн (1 февраля 1805 – 1 сентября 1805)
- бригадный генерал Луи-При Варе (12 сентября 1805 – 14 марта 1807)
- бригадный генерал Поль Тьебо (25 сентября 1805 – 13 декабря 1805)
- бригадный генерал Доминик Компан (13 декабря 1805 – 27 сентября 1806)
- бригадный генерал Жак Саветтье де Кандра (13 марта 1806 – 22 февраля 1809)
- бригадный генерал Клод Бюже (29 марта 1807 – 27 июня 1807)
- бригадный генерал Гийом Латрий де Лорансе (1 марта 1807 – 4 ноября 1808)
- бригадный генерал Леопольд Дестабанрат (15 ноября 1807 – 24 мая 1809)
- бригадный генерал Гийом Латрий де Лорансе (30 марта 1809 – 15 июля 1809)
- бригадный генерал Пьер Пузе (30 марта 1809 – 22 мая 1809)
- бригадный генерал Жан-Антуан Брен (24 мая 1809 – 28 августа 1809)
- бригадный генерал Шарль Марьон (27 мая 1809 – 31 июля 1810)
- бригадный генерал Жозеф Карком-Лобо (1 июня 1809 – 15 марта 1810)

## Награждённые

### Знак Большого Орла ордена Почётного легиона
- Луи Сент-Илер, 26 декабря 1805 – дивизионный генерал, командир дивизии

### Великие офицеры ордена Почётного легиона
- Луи Сент-Илер, 14 июня 1804 – дивизионный генерал, командир дивизии

### Комманданы ордена Почётного легиона
- Гаспар Биссон, 14 июня 1804 – бригадный генерал, командир бригады
- Шарль Моран, 14 июня 1804 – бригадный генерал, командир бригады
- Луи Бино, 25 декабря 1805 – полковник, начальник штаба дивизии
- Пьер Пузе, 25 декабря 1805 – полковник, командир 10-го лёгкого
- Шарль Удар де Ламотт, 25 декабря 1805 – полковник, командир 36-го линейного
- Леопольд Дестабанрат, 23 апреля 1809 – бригадный генерал, командир бригады
- Жан-Пьер Байо, 23 апреля 1809 – полковник штаба, начальник штаба дивизии
- Пьер Бертезен, 23 апреля 1809 – полковник, командир 10-го лёгкого
- Пьер Бланмон, 23 апреля 1809 – полковник, командир 105-го линейного
- Луи Шаррьер, 10 августа 1809 – полковник, командир 57-го линейного

### Офицеры ордена Почётного легиона
- Раймон Вивьес, 14 июня 1804 – полковник, командир 43-го линейного
- Жан-Франсуа Грендорж, 14 июня 1804 – полковник, командир 36-го линейного
- Франсуа Ледрю дез Эссар, 14 июня 1804 – полковник, командир 55-го линейного
- Жак Маза, 14 июня 1804 – полковник, командир 14-го линейного
- Пьер Пузе, 14 июня 1804 – полковник, командир 10-го лёгкого
- Франсуа Рюффен, 14 июня 1804 – полковник, начальник штаба дивизии
- Жак Барбаншон, 14 июня 1804 – младший лейтенант 14-го линейного
- Луи-Жозеф Борде, 14 июня 1804 – капитан 14-го линейного
- Пьер Вриньи, 14 июня 1804 – капитан 36-го линейного
- Жан-Батист Гарнье, 14 июня 1804 – капитан штаба 43-го линейного
- Луи-Николя Мишель, 14 июня 1804 – лейтенант 43-го линейного
- Жан-Батист Пёнье, 14 июня 1804 – капитан 14-го линейного
- Огюстен Симонен, 14 июня 1804 – командир батальона 10-го лёгкого
- Клод Жако, 14 июня 1804 – лейтенант 43-го линейного
- Рене Фонтене, 26 декабря 1805 – командир эскадрона, командующий артиллерией дивизии
- Пьер Блан, 26 декабря 1805 – командир батальона 14-го линейного
- Антуан Грюйе, 26 декабря 1805 – командир батальона 43-го линейного
- Рене Перье, 26 декабря 1805 – командир батальона 36-го линейного
- Жан-Мишель Робийяр, 14 мая 1807 – командир батальона 55-го линейного
- Шарль Франшо, 28 мая 1807 – командир батальона 43-го линейного
- Жан-Пьер Байо, 11 июля 1807 – полковник, начальник штаба дивизии
- Пьер Бертезен, 11 июля 1807 – полковник, командир 10-го лёгкого
- Мишель Лафит, 11 июля 1807 – командир батальона 10-го лёгкого
- Анри Швитер, 11 июля 1807 – полковник, командир 55-го линейного
- Жан Серюзье, 11 июля 1807 – командир эскадрона, командующий артиллерией дивизии
- Андре Дюпюи, 11 июля 1807 – командир батальона 22-го линейного
- Жан Лангле, 11 июля 1807 – командир батальона 22-го линейного
- Жан-Батист Шартенер, 11 июля 1807 – командир батальона 22-го линейного
- Жан-Батист Лаффит, 25 марта 1809 – командир батальона 3-го линейного
- Луи Шаррьер, 23 апреля 1809 – полковник, командир 57-го линейного
- Жак Броссе, 23 апреля 1809 – командир батальона 57-го линейного
- Жак Байон, 23 апреля 1809 – командир батальона 57-го линейного
- Жирар, 23 апреля 1809 – командир батальона 57-го линейного
- Франсуа Марбёф, 23 апреля 1809 – командир батальона 72-го линейного
- Баррас, 23 апреля 1809 – командир батальона 72-го линейного
- Лескоде, 23 апреля 1809 – командир батальона 105-го линейного
- Салле, 23 апреля 1809 – командир батальона 105-го линейного
- Антельм, 25 апреля 1809 – командир батальона 10-го лёгкого
- Рато, 30 апреля 1809 – командир батальона 105-го линейного

### Легионеры ордена Почётного легиона
- Пьер Девиллер, 14 июня 1804 – командир батальона 10-го лёгкого
- Франсуа Буден, 14 мая 1807 – капитан, адъютант генерала Сент-Илера

### Командоры ордена Железной короны
- Луи Сент-Илер, 23 декабря 1807 – дивизионный генерал, командир дивизии

### Кавалеры ордена Железной короны
- Гийом Латрий де Лорансе, 23 апреля 1809 – бригадный генерал, командир бригады
- Лоран Шобер, 23 апреля 1809 – полковник, командир 3-го линейного